# Randers Kunstmuseum
Randers Kunstmuseum er en selvejende institution og et statsanerkendt kunstmuseum stiftet i 1887. Museet rummer en af landets bredeste samlinger af dansk billedkunst fra ca. 1800 til nutiden. Museet har siden 1969 haft til huse i Kulturhuset i centrum af Randers.
Museets samling af dansk og udenlandsk kunst fra 1800-tallet og 1900-tallet består af ca. 4.000 enkeltværker, heraf flere hovedværker af C.W. Eckersberg, Vilhelm Kyhn, Michael og Anna Ancher, Christen Købke, Vilhelm Hammershøi, L.A. Ring (Sommerdag ved Roskilde Fjord, 1900, der er optaget i Kulturkanonen), Richard Mortensen og COBRA-kunstnerne.
Museet har landets største samling af værker af bysbørnene Sven Dalsgaard og Per Neble. Randers Kunstmuseum byder desuden på en del udenlandsk kunst fra anden halvdel af 1900-tallet og til i dag, ligesom der udstilles væsentlige nyere værker af kunstnere som Asger Jorn, Kurt Trampedach og Per Kirkeby.
Museet har et samlet udstillingsareal på 1.500 kvadratmeter.